# Stigmella fuscacalyptriella
Stigmella fuscacalyptriella là một loài bướm đêm thuộc họ Nepticulidae. Nó được miêu tả bởi Puplesis năm 1994. Nó được tìm thấy ở Azerbayjan.